# Нарсата
Нарсата (рос. Нарсата) — улус Мухоршибірського району, Бурятії Росії. Входить до складу Сільського поселення Насартуйського.
Населення —  349 осіб (2015 рік). 